# Destinoides fasciata
Destinoides fasciata är en insektsart som beskrevs av Cai och He 2000. Destinoides fasciata ingår i släktet Destinoides och familjen dvärgstritar. Inga underarter finns listade i Catalogue of Life.